# Oxypetalum arnottianum
Oxypetalum arnottianum là một loài thực vật có hoa trong họ La bố ma. Loài này được H. Buek mô tả khoa học đầu tiên năm 1858.

## Hình ảnh

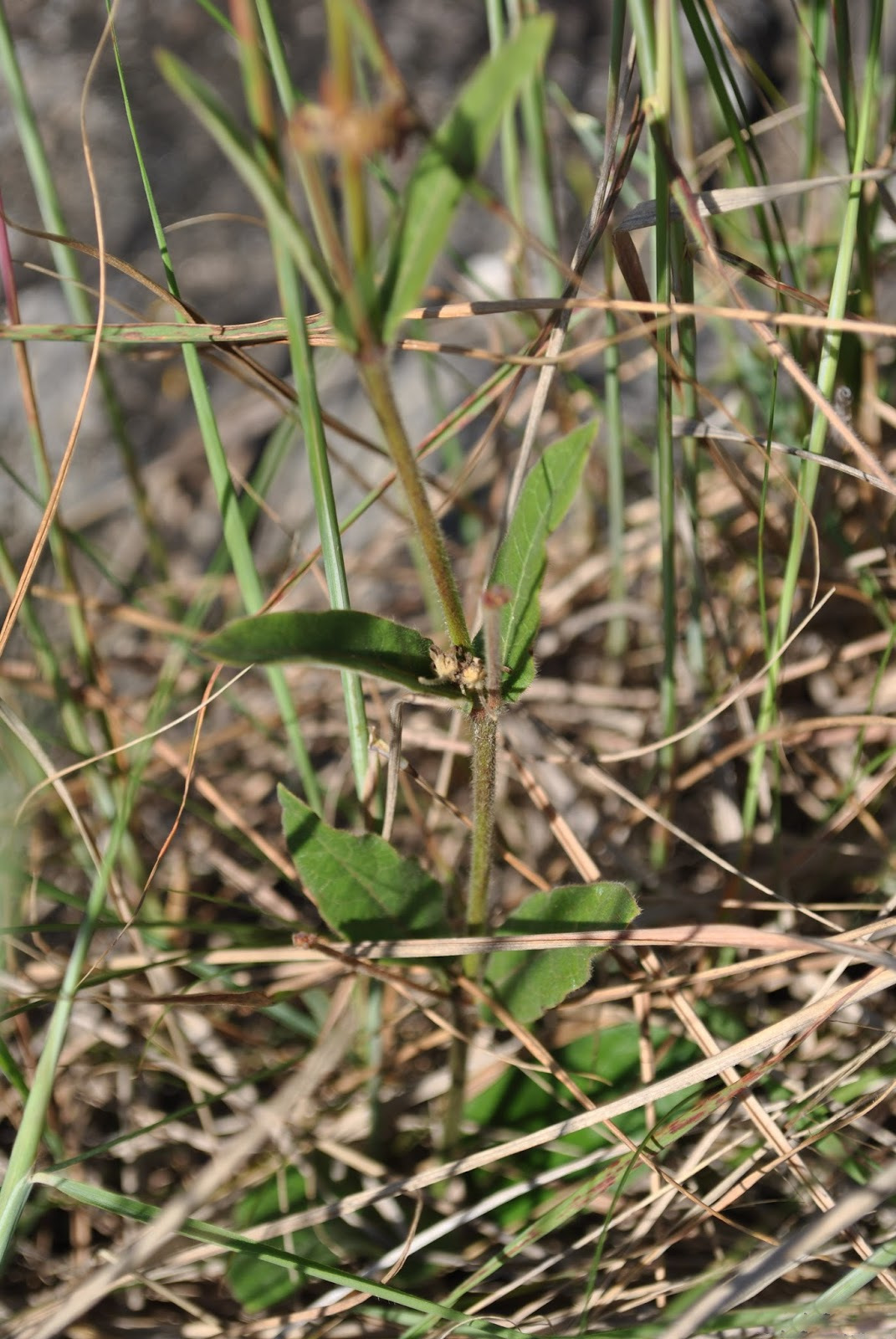
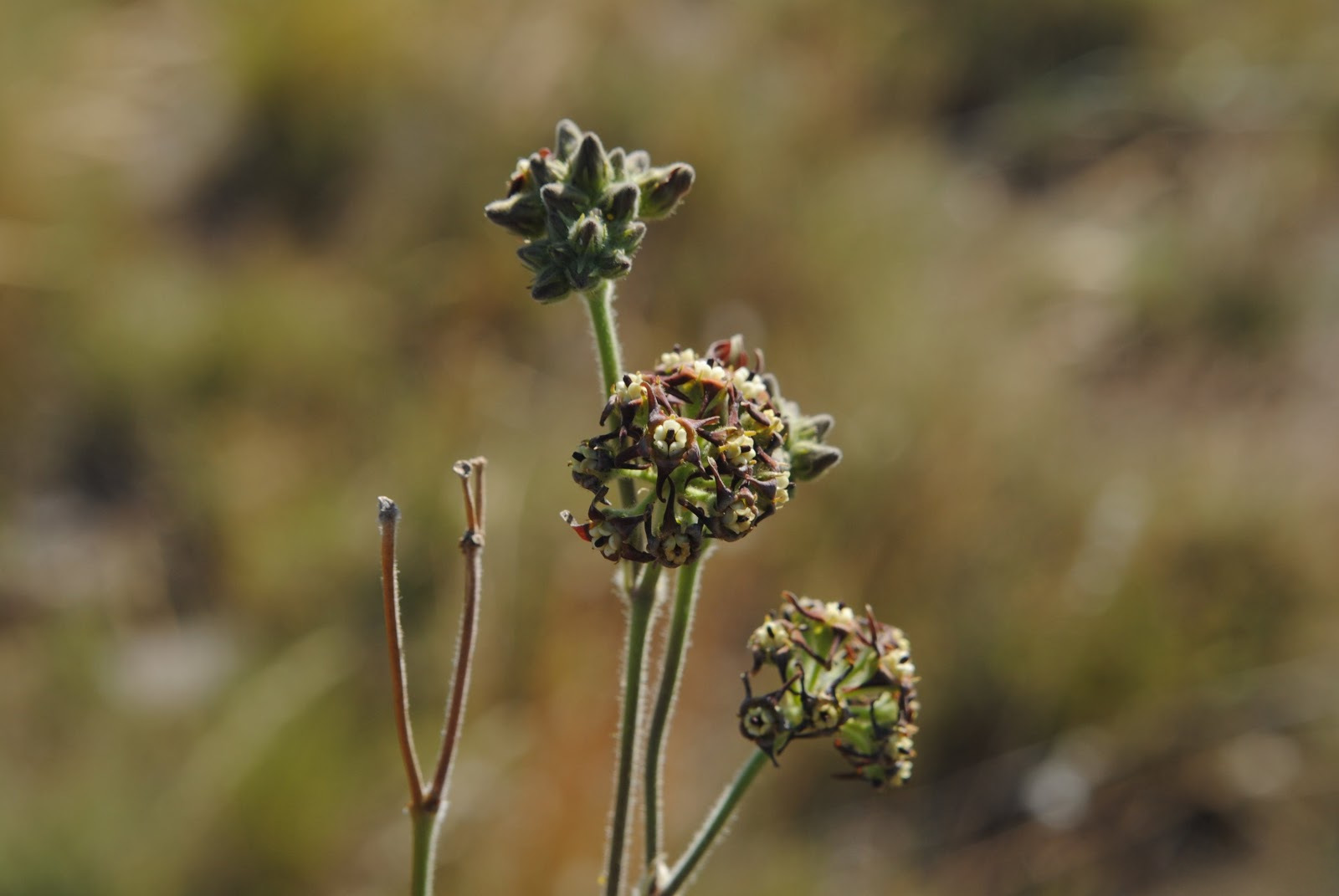
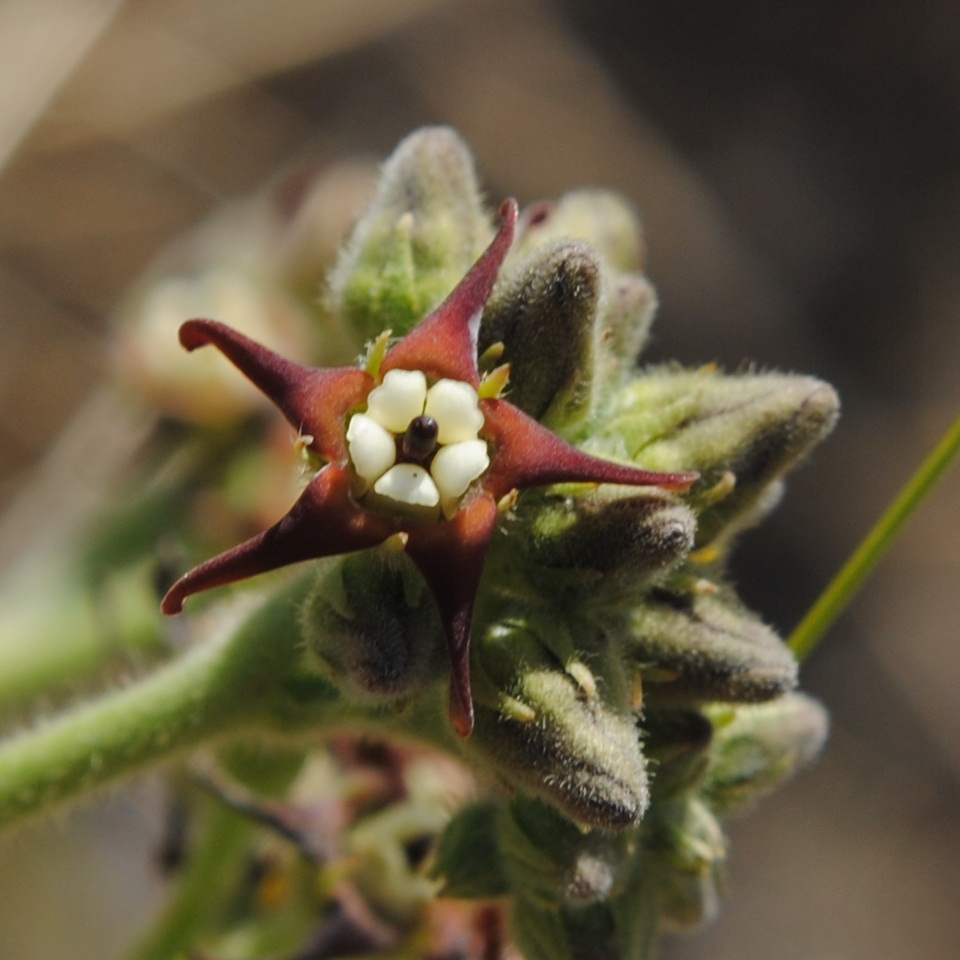
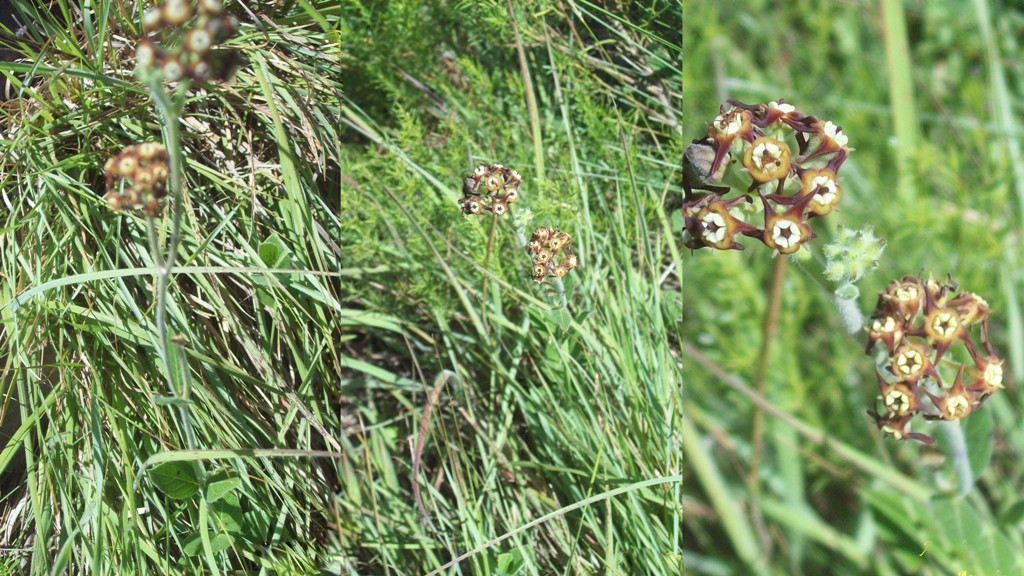